# باول همبرغر
باول همبرغر (بالألمانية: Paul Hamburger)‏ هو عازف بيانو نمساوي، ولد في 3 سبتمبر 1920 في فيينا في النمسا، وتوفي في 11 أبريل 2004 في لندن في المملكة المتحدة.

## وصلات خارجية
- باول همبرغر على موقع ميوزك برينز (الإنجليزية)
- باول همبرغر على موقع ديسكوغز (الإنجليزية)